# Чебер, Энгин
Энгин Чебер (тур. Engin Çeber, 5 мая 1979 — 8 октября 2008) — турецкий правозащитник, чьё убийство в результате применения пыток в полицейском участке вызвало международный скандал и привело впервые в истории страны к осуждению на пожизненное заключение государственных служащих за доведение человека до смерти пытками.